# Ostichthys
Ostichthys là một chi cá biển thuộc họ Cá sơn đá. Chi này được lập ra vào năm 1829 bởi Georges Cuvier.

## Từ nguyên
Từ định danh ostichthys được ghép bởi hai âm tiết trong tiếng Hy Lạp cổ đại: ostéon (ὀστέον; "xương") và ikhthū́s (ἰχθύς; "cá"), hàm ý không rõ, có lẽ đề cập đến phần xương mũi phát triển ở các loài thuộc chi này.
Tên gọi ostichthys này được đề cập lần đầu trong thủ bản của Georg Heinrich von Langsdorff, nhà tự nhiên học người Đức, cũng là người đã phát hiện ra loài điển hình của chi (O. japonicus). Cuvier đã nhắc đến chi Ostichthys trong ấn bản của mình vào năm 1829, nhưng sau đó Ostichthys lại được gộp vào danh pháp đồng nghĩa của Myripristis. Jordan và Everman vào năm 1896 chỉ công nhận Ostichthys là phân chi của Myripristis, nhưng lại bị nhầm lẫn là tác giả của chi này.

## Các loài
Có 16 loài được công nhận là hợp lệ trong chi này, bao gồm:
- Ostichthys acanthorhinus Randall, Shimizu & Yamakawa, 1982
- Ostichthys alamai Matsunuma, Fukui & Motomura, 2018[3]
- Ostichthys archiepiscopus (Valenciennes, 1862)
- Ostichthys brachygnathus Randall & Myers, 1993[4]
- Ostichthys convexus Greenfield, Randall & Psomadakis, 2017[5]
- Ostichthys daniela Greenfield, Randall & Psomadakis, 2017[5]
- Ostichthys delta Randall, Shimizu & Yamakawa, 1982
- Ostichthys hypsipterygion Randall, Shimizu & Yamakawa, 1982
- Ostichthys sufensis Golani, 1984
- Ostichthys japonicus (Cuvier, 1829)
- Ostichthys kaianus (Günther, 1880)
- Ostichthys kinchi Fricke, 2017[6]
- Ostichthys ovaloculus Randall & Wrobel, 1988[7]
- Ostichthys sandix Randall, Shimizu & Yamakawa, 1982
- Ostichthys spiniger Fricke, 2017[8]
- Ostichthys trachypoma (Günther, 1859)

## Phân bố
Ngoại trừ O. trachypoma được phân bố ở Tây Đại Tây Dương, tất cả các loài còn lại có phân bố trải rộng khắp khu vực Ấn Độ Dương - Thái Bình Dương. Hầu hết các loài Ostichthys đều được tìm thấy ở vùng nước sâu, thường dưới 90 m và có thể lên đến 640 m (như O. kaianus).